# Сармада
Сармада (на арабски: سرمدا) е град в община Харим, мухафаза Идлиб в Сирия. Той е разположен в най-северозападната част на страната в близост до границата с Турция.

## История
Мястото е с историческа стойност, произтичаща от няколко археологически обекта, разкрити или документирани в района.
Колоната на Сармада – Градът се отличава с римската си гробница на Александрас, от втори век на нашата ера. Гробът е с правоъгълна форма и съдържа две колони, състояща се от тринадесет цилиндрични дялани камъка, които са свързани в десетия цилиндър за хоризонталната плоча и с допълнителен капител най-отгоре.
Римският храм – на 4 км по пътя към Бакира е разкрит римски храм, посветен на Зевс. Епиграфските свидетелства датират структурата около 169 г. Храмът е с масивна врата и наос, като е запазена една колоната от някогашните четири на портика.
Византийската църква, осветена в Сармада от Патриарх Илия Антиохийски през 722 г. 
Това е и мястото, където се състои битката при Сармада между княжество Антиохия и Ортокидите на 28 юни 1119. По време на битката, антиохийският регент Роже Салернски е убит с меч в лицето в подножието на Великия украсен кръст (Crux gemmata), който служи като негов щандарт. Останалата кръстоносна армия е унищожена, като само двама рицари оцеляват. Рено Маносер се укрива в крепостта на Сармада, за да изчака крал Балдуин, но по-късно също е заловен от Илгази. Сред останалите затворници е вероятно и канцлерът Валтер (Готие), който по-късно пише разказа за битката. Масовото убийство създава името на битката, Ager sanguinis, на латински „Полето на кръвта“.
Манастирът на Свети пророк Даниил (също така известен като al-Breij) се намира на 2 км западно от града и е разположен на хълм, отдалечен на около 400 метра от пътя. Манастирът е датиран от VI век, по време на късната монашеска фаза на мъртвите градове. Запазени са сведения за укрепен манастир с три отбранителни кули на име Хисн ад Даир около Сармада, който е отстъпен на кръстоносеца Алан от Гаел от името на Балдуин II Иерусалимски през 1121 г.